# Excellent Air (Memmingen)
Die Excellent Air GmbH ist ein deutsches Bedarfs- und Charterflugunternehmen mit Sitz am Flughafen Memmingen.

## Flotte

### Aktuelle Flotte
Mit Stand Januar 2024 besteht die Flotte laut eigenen Angaben aus 13 Flugzeugen.
| Flugzeugtyp         | Anzahl | bestellt | Anmerkungen | Sitzplätze |
| ------------------- | ------ | -------- | ----------- | ---------- |
| Cessna Citation CJ2 | 13     |          |             | 6–9        |
| Gesamt              | 13     |          |             |            |

Rechtlicher Betreiber der Flugzeuge ist Ohl Air Charterflug GesmbH & Co KG (AOC No. D295EG).

### Ehemalige Flugzeugtypen
- Cessna Citation CJ3
- Cessna Citation CJ4
- Cessna Citation XLS